# Upwood and the Raveleys
Upwood and the Raveleys – civil parish w Anglii, w Cambridgeshire, w dystrykcie Huntingdonshire. W 2011 civil parish liczyła 1287 mieszkańców. W obszar civil parish wchodzą także Great Raveley, Little Raveley (The Raveleys) i Upwood.